# Kjell Schneider
Kjell Schneider (Kiel, 4 oktober 1976) is een voormalig Duits beachvolleyballer. Hij won met Julius Brink een bronzen medaille bij de wereldkampioenschappen.

## Carrière
Schneider begon als kind met volleybal in de zaal bij FT Adler Kiel en maakte in 1991 de overstap naar het beachvolleybal. In 1997 debuteerde hij in Berlijn in de FIVB World Tour. Vervolgens speelde hij van 1998 tot en met 2001 met Malte Homeyer zeven toernooien op mondiaal niveau met twee vijf-en-twintigste plaatsen als beste resultaat (Berlijn en Oostende). Van 2002 tot en met 2005 vormde hij een duo met Julius Brink. Het eerste seizoen kwamen ze bij vier toernooien tot een negende plaats in Cadiz. Daarnaast speelde Schneider twee wedstrijden met Drazan Slacanin. In 2003 namen Schneider en Brink deel aan negen FIVB-toernooien waarbij een negende plaats in Espinho de hoogste klassering was. Bij de Europese kampioenschappen in Alanya bereikte het duo de kwartfinale die verloren werd van de Russen Roman Arkajev en Dmitri Barsoek en bij de Duitse kampioenschappen won het tweetal de bronzen medaille. Het jaar daarop deden ze mee aan twaalf toernooien in de World Tour en noteerden ze een zevende (Stare Jabłonki) en negende plaats (Mallorca). In Timmendorfer Strand kwam het duo bij de EK na een overwinning en twee nederlagen niet verder dan de groepsfase. Bovendien eindigden Schneider en Brink als tweede bij de nationale kampioenschappen achter Christoph Dieckmann en Andreas Scheuerpflug.
In 2005 begon het duo het seizoen met een zevende plaats in Shanghai, een dertiende plaats in Zagreb en een negende plaats in Gstaad. Bij de wereldkampioenschappen in eigen land bereikten ze de halve finale die verloren werd van Sascha Heyer en Paul Laciga uit Zwitserland; Schneider en Brink wonnen daarna de wedstrijd om het brons van hun langenoten Marvin Polte en Thorsten Schoen. Na afloop van de WK eindigden ze als zeventiende in Stavanger en als vijfde in Sint-Petersburg. Bij het Open-toernooi van Espinho boekten de twee hun eerste zege in de World Tour. In Parijs en Klagenfurt volgden respectievelijk een derde en negende plaats. Bij de EK in Moskou verloren ze in de tweede ronde van de Spanjaarden Pablo Herrera en Raúl Mesa, waarna ze in de herkansing definitief werden uitgeschakeld door Arkajev en Barsoek. Na de NK in september waar Schneider en Brink als vijfde eindigden, ging het duo uit elkaar.
Het daaropvolgende seizoen partnerde Schneider met David Klemperer. Bij zeven FIVB-toernooien kwamen ze tot vier toptienklasseringen: een vierde (Kaapstad), een vijfde (Stavanger) en twee zevende plaatsen (Roseto degli Abruzzi en Gstaad). Bij de EK in Den Haag verloor het duo in de tweede ronde van de Oostenrijkers Nik Berger en Peter Gartmayer waarna ze in de laatste herkansingsronde werden uitgeschakeld door Brink en Dieckmann. Verder wonnen ze bij de Duitse kampioenschappen de bronzen medaille. Vervolgens vormde Schneider twee jaar een team met Florian Huth. Bij de WK in Gstaad strandden ze na drie nederlagen in de groepsfase. In totaal namen ze verder deel aan dertien toernooien in de World Tour waarbij ze niet verder kwamen dan twee zeventiende plaatsen (Marseille en Stare Jabłonki). In Klagenfurt speelde Schneider in augustus 2008 zijn laatste internationale beachvolleybalwedstrijd. Na afloop van zijn sportieve carrière ging hij aan de slag bij een sportevenementenbureau.

## Palmares
Kampioenschappen
- 2003:  NK
- 2004:  NK
- 2005:  WK
- 2006:  NK

FIVB World Tour
- 2005:  Espinho Open
- 2005:  Grand Slam Parijs